# La Maison en os
La Maison en os (titre original : House of Bones) est une nouvelle de science-fiction de Robert Silverberg, parue en juin 1988 dans l'anthologie Terry's Universe.
La nouvelle a été finaliste du prix Locus de la meilleure nouvelle courte 1989, sans remporter le prix.

## Publications

### Aux États-Unis
La première parution a eu lieu dans l'anthologie Terry's Universe, composée par Beth Meacham en hommage à Terry Carr, édition Tor Books, juin 1988.

### En France
La nouvelle a été publiée en France à deux reprises, avec une traduction de Jacques Chambon :
- dans l'anthologie Compagnons secrets, mai 1989, aux éditions Denoël (collection Présence du futur no 490) ;
- dans l'anthologie Mon nom est Titan, août 2006, aux éditions J'ai lu, qui est une sélection des 23 meilleures nouvelles de Robert Silverberg publiées entre 1988 et 1997, formant le quatrième tome de la série Nouvelles au fil du temps.

## Résumé

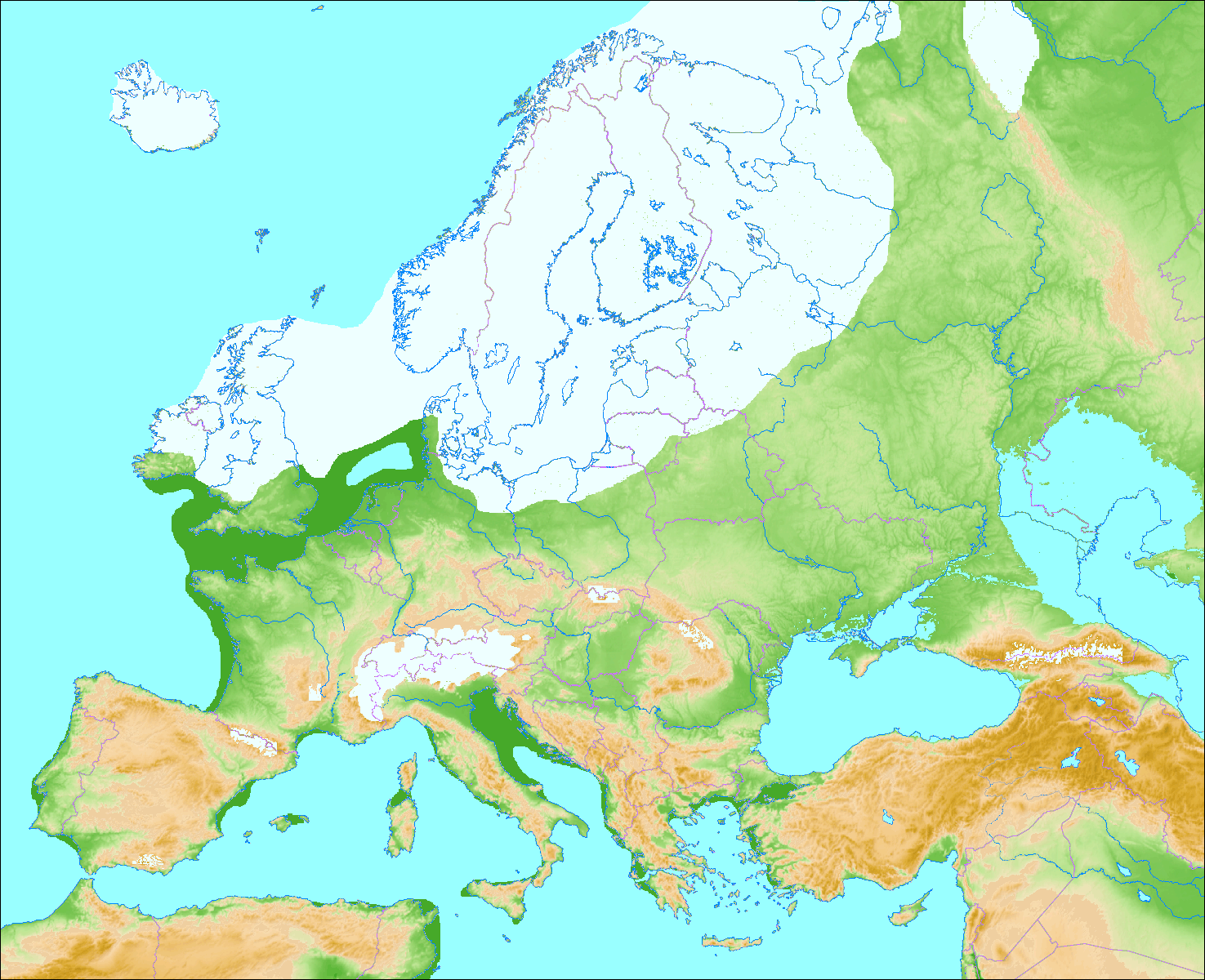
L'Europe lors du dernier maximum glaciaire, il y a environ 21000 ans. Le récit se déroule à la limite entre les terres glacées (en blanc) et les plaines continentales (en vert), en Pologne ou en Biélorussie.

Le narrateur est un homme qui a été envoyé environ 20 000 ans en arrière dans le passé depuis l'année 2013 pour une expérience scientifique de voyage dans le temps. 
Il se retrouve quelque part en Europe centrale ou orientale lors de la dernière période glaciaire. Il a été recueilli par un petit groupe d'hommes de Cro-Magnon et vit avec eux depuis plusieurs mois, et commence à s'habituer à l'idée qu'il est bloqué dans cette époque lointaine et qu'il ne pourra plus jamais rejoindre son époque. 
Néanmoins, il a été accueilli avec gentillesse et bonhomie. Ses nouveaux compagnons sont intelligents et pragmatiques ; ils sont maçons, architectes, poètes, chanteurs ; à leur manière ils ont créé une petite civilisation. Ils ont construit un petit village dont les maisons sont composées de défenses de mammouths (d'où le titre de la nouvelle).
Un jour, on aperçoit un étranger, à l'aspect plutôt primitif, rodant aux alentours du campement. Le chef de la tribu, pensant qu'il s'agit d'un « Charognard » (sans doute l'un des derniers hommes de Néandertal encore vivant), décide d'envoyer le voyageur temporel en mission pour capturer, seul, cet étranger, et le tuer. On lui remet un poignard aiguisé en os. Le narrateur suit donc la piste du Charognard et finit par le retrouver. Il découvre un pauvre hère misérable. Après s'être contemplés l'un l'autre, le narrateur se dit qu'il est incapable de tuer cet être, et décide de retourner à la tribu.
Mais la créature le suit avec constance jusqu'au campement, ne semblant pas comprendre les signes désespérés du narrateur l'invitant à déguerpir. Le narrateur sait bien le triste sort que lui feront subir ses compagnons s'ils le voient arriver derrière lui. Lorsqu'il arrive au campement, les membres de la tribu le houspillent et… accueillent gentiment le « Charognard ». Par la suite ils le traitent comme un animal domestique, sans lui faire du mal. Le narrateur est abasourdi et finit par comprendre : il s'agissait d'un « test », d'une mise à l’épreuve. S'il avait tué l'homme de Neandertal, ses compagnons l'auraient exclu de la tribu ou l'auraient éliminé. En revanche, comme il a été clément, il a passé l'épreuve avec succès : le narrateur est désormais considéré comme un vrai humain, capable de pitié et d'empathie. Et dire que lors de son arrivée, c'est lui qui s'était demandé si ces hommes de Cro-Magnon étaient vraiment humains ! Eux se posaient la même question à son égard ! Il est donc aujourd'hui devenu un membre à part entière de la tribu. La preuve : on commence à lui enseigner la Langue sacrée, réservée aux seuls vrais membres de la tribu.